# آسف لقد افتقدناك (فلم)
آسف لقد افتقدناك (بالإنجليزية: Sorry We Missed You) فيلم دراما لعام 2019 من إخراج كين لوتش وتأليف بول لافيرتي وإنتاج ريبيكا أوبراين. بدأ التصوير في سبتمبر 2018 في منطقة نيوكاسل في شمال شرق إنجلترا، وتم اختياره للتنافس على السعفة الذهبية في مهرجان كان السينمائي 2019. على الرغم من وجود كسر في ذراع المخرج لوتش، فقد ظهر للترويج للفيلم في كان، حيث قال إنه سيكون فيلمه الأخير للمنافسة في المهرجان. في حفل جوائز ماجريتي العاشر، حصل الفيلم على جائزة أفضل فيلم أجنبي في الإنتاج المشترك.

## طاقم التمثيل
- كريس هيتشن: في دور ريكي تيرنر
- ديبي هانيوود: في دور آبي تيرنر
- ريس ستون: في دور سيب تيرنر
- كاتي بروكتور: في دور ليزا جين تيرنر
- روس بروستر: في دور مالوني
- تشارلي ريتشموند: في دور هنري
- جوليان أيونز: في دور فريدي
- شيلا دنكرلي: في دور روزي
- ماكسي بيترز: في دور روبرت
- كريستوفر جون سلاتر: في دور بن
- هيذر وود: في دور مولي
- ألبرتو دومبا: في دور هاربون
- ناتاليا ستونبانكس: في دور روز
- جوردان كولارد: في دور دودج
- ديف تيرنر: في دور العقعق
- ستيفن كليج: في دور شرطي
- دارين جونز: في دور عامل المجلس
- نيكي مارشال: في دور مراقب مرور
- ليندا إي جرينوود: في دور سائق
- ليندا رايت: في دور موظفة استقبال

## أحداث الفيلم
كان ريكي (كريس هيتشن) وعائلته يخوضون معركة شاقة ضد الديون منذ الانهيار المالي في عام 2008. يحصل ريكي على فرصة عمل، وهو ليس لديه تعليم أو تدريب مهني، عندما يتم تعيينه لإدارة امتياز كسائق توصيل يعمل لحسابه الخاص تحت إشراف مالوني القاسي. من أجل شراء سيارة نقل للوظيفة، يقنع ريكي زوجته آبي (التي تستخدم السيارة في عملها كممرضة رعاية منزلية) ببيع سيارة العائلة. ثبت أن ضغوط الوظيفة الجديدة أكبر من أن يتحملها ريكي، فهو يتعرض دائمًا لضغوط لإجراء عمليات التسليم في الوقت المناسب ويتم تغريمه إذا تأخر أو ارتكب أخطاء. تجد آبي أيضًا أن عملها يتطلب الكثير بدون سيارة، وغالبًا ما تشعر بالضيق بسبب ضيق الوقت الذي يُسمح لها بقضائه مع مرضاها بسبب جدول أعمالها المزدحم. يزداد ضغط ابنهما سيب (ريس ستون)على ريكي وآبي بشكل كبير، حيث يهمل المدرسة. يفشل ريكي من العثور على مفاتيح شاحنته ويلوم سيب، الذي ينفي معرفته بذلك، ويضرب ريكي سيب. تعترف الابنة ليزا جين (كاتي بروكتور) لاحقًا وهي تبكي أنها أخفت المفاتيح لأنها تلقي باللوم على وظيفة ريكي الجديدة في مشاكل الأسرة. يتعرض ريكي للسرقة والاعتداء الوحشي أثناء قيامه بتسليم بعض الطرود، وبينما كان ريكي في غرفة الانتظار في المستشفى، يتصل به مالوني ويوضح إنه يواجه غرامات تزيد عن 1000 جنيه إسترليني حيث تم تدمير الماسح الضوئي الخاص به أثناء السرقة. بعد الاعتداء، تهدأ سيب أخيرًا وتعود  للانضمام إلى العائلة. ينتهي الفيلم عندما يسافر ريكي إلى العمل، ولا يزال مصابًا بشدة، بينما تبكي أفراد عائلته ويتوسلون إليه ألا يغادر.

## استقبال الفيلم
حصل الفيلم على تقييم قدره 87% بناء على آراء 117 ناقد، على موقع الطماطم الفاسدة، وحصل على موقع الميتاكريتك على تقييم 83 درجة من أصل 100، استنادًا إلى 26 منتقدًا، مما يشير إلى الإشادة العالمية.
كتب ديفيد روني في هوليوود ريبورتر: «فيلم تم الحكم عليه بخبرة وإنسانية عميقة، تم إنتاجه بدون زخرفة أو ضجة ولكنه مباشر بشكل مذهل في تصويره العاطفي للأشياء الصعبة التي هي نسيج العديد من الحياة العادية»، ويعتقد بيتر برادشو في صحيفة الجارديان أن الفيلم كان متفوقًا على فيلم لوتش السابق والأول، «أنا دانيال بليك» (2016)، الذي فاز بالسعفة الذهبية في مهرجان كان، حيث كتب: «إنه أكثر تنوعًا واستيعابًا بشكل دراماتيكي، مع مزيد من الضوء والظل في تقدمه السردي والمزيد ليقوم به الممثلون بشكل جماعي». أشادت التايمز بدور آبي، الذي تم اختياره بعد البحث عن المواهب من غير المحترفين. كتب جيفري ماكناب في الإندبندنت: «فيلم لوتش يجسد ببراعة العزلة والمعاناة الوجودية التي تشعر بها الشخصيات الرئيسية. لا يوجد شيء يمكنهم فعله لمساعدة أنفسهم. وكلما كافحوا لتغيير ظروفهم، أصبحت تلك الظروف أسوأ»، وعلق مكناب على أن لوتش وكاتب السيناريو لافيرتي «يتابعان قصتهما حتى نهايتها المنطقية، منهين الفيلم بطريقة بارعة ومدمرة». كتب أوين جليبرمان من مجلة فاراياتي: «لوتش فيلمه هذا بثقة فائقة وتدفق، إنه فيلم مشحون ومؤثر ومحفز». صرح رافائيل أبراهامز في صحيفة الفاينانشيال تايمز: «يقدم لوتش في نهاية الفيلم الشكر للسائقين الذين قدموا افاداتهم له ولكنهم رغبوا في عدم الكشف عن هوياتهم. إنه صوتهم الذي يمس الحاجة إليه ويبقى صوت ضميرنا الأخلاقي»، وكتب تريفور جونستون من دار نشر الأفلام البريطانية «الصوت والصورة»: «فيلم قد لا يكون مؤثرًا عاطفيًا مثل فيلم لوتش الأول»أنا دانيال بليك «، لكنه يقدم عنوانًا أكثر دقة وإثارة للقلق واستفزازًا عن حالة الأمة، إنه بالتأكيد من بين أكثر جهود لوتش ولافيرتي شراسة».  

## وصلات خارجية
- مقالات تستعمل روابط فنية بلا صلة مع ويكي بيانات